# Pont Lady-Aberdeen
Le Pont Lady-Aberdeen est un pont qui relie l'île de Hull jusqu'au secteur de Pointe-Gatineau traversant la rivière Gatineau. Inauguré en 1895, il est baptisé en l'honneur de Ishbel Hamilton-Gordon, marquise d'Aberdeen et de Temair et femme du gouverneur général du Canada, John Hamilton-Gordon.

## Histoire
Les problèmes les plus fréquents auxquels étaient confrontés la population de Pointe-Gatineau était l’isolement, en raison que le chemin menant à Hull était long et difficile. En 1845, un service de traversier alimentés à la vapeur avait été demandé et obtenu, afin de relier Pointe-Gatineau à New Edinburgh (dont ce dernier ne faisait pas encore partie d’Ottawa à cette époque). Une fois à New Edinburgh, les passagers du traversier pouvaient prendre un tramway ou un cheval pour aller à Ottawa.
C'est en 1885 que des discussions étaient en cours concernant la construction d'un pont reliant Pointe-Gatineau à Rockliffe. Cependant, étant donné la profondeur de la rivière Outaouais et la force des courants à cet endroit, il fut déterminé qu’un pont n’était pas réalisable. Ainsi, un pont reliant Pointe-Gatineau à Hull fut construit en 1895. Le pont, baptisé Lady-Aberdeen, traversait la rivière Gatineau près de l'église St-François-de-Sales. En raison de querelles politiques entre municipalités sur qui devrait couvrir les dépenses, le pont devenait souvent inutilisable et trop dangereux pour être traversé à cause de dommages causés par l'usure. Cette situation a abouti à un incident au cours duquel des employés de International Paper, essayant de se rendre au travail, ont cassé les chaînes du pont pour tenter de le traverser. Les autorités ont compris l'importance d’avoir un pont fiable pour les résidents de Pointe-Gatineau et un nouveau pont fut construit en 1932.